# Deinbollia pynaertii
Deinbollia pynaertii là một loài thực vật có hoa trong họ Bồ hòn. Loài này được De Wild. mô tả khoa học đầu tiên năm 1909.